# Merida
Merida Industry Co., Ltd (MIC) ((ZH)  美利達工業股份有限公司) è un'azienda di Taiwan che progetta e produce biciclette con vendite e R&D in Europa nella sede in Germania. Merida è un marchio globale nella progettazione e fabbricazione di biciclette con 2,2 milioni di pezzi prodotti all'anno e cinque fabbriche nel mondo: 1 a Taiwan, 3 in Cina e 1 in Germania. Merida produce a marchio proprio per 77 paesi diversi e in Germania produce anche a marchio Centurion.

## Storia

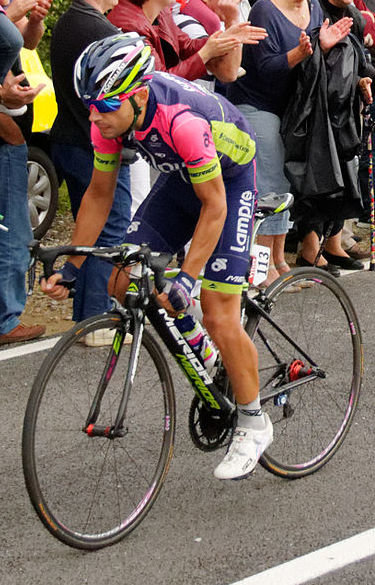
Kristijan Đurasek al Tour de France nel 2014

Fu fondata nel 1972 da Ike Tseng (1932–2012). I primi esemplari prodotti si basavano sulla bicicletta della azienda inglese Raleigh Nottingham, che venivano commercializzati in nord America. Ike fu un talentuoso ingegnere e la società divenne in breve tempo molto nota per la qualità dei prodotti OEM. Ike muore nel gennaio 2012, e la guida della società passò al figlio Michael Tseng. Al 2012 la società è quotata al Taiwanese stock exchange, e capitalizzata per 350 mln. di sterline, una delle più grandi compagnie di Taiwan. La società divenne pubblica nel 1992.
Nel 2001 Merida compra il 49% della azienda statunitense Specialized per 30 ml. di US$. La quota rimanente della società rimane al fondatore e CEO Mike Sinyard. Merida è stata co-sponsor del Multivan Merida Biking Team, con atleti come Jose Hermida e Gunn-Rita Dahle Flesjå, e di eventi sportivi come la TransUK e la TransWales mountain bike. Dal 2004, il team ha vinto oltre 30 World Cup e medaglie olimpiche d'oro e d'argento. Nel 2013 Merida diventa co-sponsor della Pro-Tour Lampre-Merida road racing team e della Bahrain-Merida Pro Cycling Team nel 2017.